# Stromalgebra
Stromalgebra (englisch: Current Algebra) ist ein mathematisches Konstrukt der Quantenfeldtheorie, bei dem die Felder den Vertauschungsrelationen einer Lie-Algebra gehorchen. Aus heutiger Sicht stellt ihre Entwicklung einen wichtigen Schritt auf dem Weg zur Quantenchromodynamik dar.

## Geschichte
Als nach dem Zweiten Weltkrieg zahlreiche neue Hadronen entdeckt wurden, bestand große Unsicherheit über deren Natur (ob es sich um elementare oder zusammengesetzte Teilchen handelte). Der Versuch, die Konzepte der Quantenelektrodynamik auf Wechselwirkungen zwischen Hadronen zu übertragen, gestaltete sich äußerst schwierig, da – wie wir heute wissen – Hadronen zusammengesetzte Systeme sind, deren Wechselwirkung miteinander nur im Rahmen der Wechselwirkung ihrer Konstituenten (der Quarks) verstanden werden kann.
In den 1960er Jahren wurde unter anderem die S-Matrix-Theorie als mögliche Alternative zur (bereits in den 1940ern entwickelten) konventionellen Quantenfeldtheorie diskutiert. Man hoffte, ein Theoriegebäude zu entwickeln, das eine konsistente Beschreibung der beobachteten Wechselwirkungen liefert. Ausgehend von der großen Zahl an Hadronen war dies aber problematisch, denn jede Theorie musste festlegen, welche der vielen entdeckten Hadronen als elementar und welche als zusammengesetzt angenommen werden sollten.
Ausgehend von dieser Situation entwickelte Murray Gell-Mann Ansätze, anstelle der in der Quantenfeldtheorie üblichen Felder direkt mit Strömen von elektromagnetischer und schwacher Ladung (bzw. schwachem Isospin) sowie Flavour (damals noch starker Isospin) als algebraischen Strukturen zu rechnen (Strom-Strom-Ansatz). Auf diese Weise vermied er das Dilemma, sich auf bestimmte Teilchen als elementar festlegen zu müssen und die auftretenden Ströme dann aus den zugehörigen Feldern abzuleiten.
Da die zugrundeliegenden Vertauschungsrelationen aber nicht relativistisch kovariant formuliert waren, war für stromalgebraische Rechnungen die Wahl eines Bezugssystems zwingend. Das zunächst verwendete Ruhesystem führte jedoch zum Auftreten von Unendlichkeiten in Berechnungen – genau wie in der damals noch stark dafür kritisierten Quantenfeldtheorie. Sergio Fubini gelang es schließlich, diese Unendlichkeiten durch Wahl des Infinite Momentum Frame als Bezugssystem zu beseitigen.
Ein weiteres Problem der frühen Theorie war, dass der Quotient aus Vektor- und Axialvektorkopplung {\displaystyle {\frac {G_{A}}{G_{V}}}} nicht aus der Theorie berechnet werden konnte. Den Durchbruch brachte hier erst die Findung der Adler-Weissberger-Summenregel, welche es erlaubte, die Axial-Vektor-Kopplungskonstante in Abhängigkeit vom Wirkungsquerschnitt der Pion-Proton-Streuung auszudrücken.
Ausgehend von Gell-Manns Eightfold Way, postuliert dieser 1964 auch die Existenz von Quarks. Diese Strom-Quarks dienten zunächst nur als eine anschauliche Rechtfertigung der Stromalgebra. In den folgenden Jahren kehrte sich dieses Verhältnis jedoch um, und die Stromalgebra wurde zum probaten Mittel, die Eigenschaften der Strom-Quarks zu untersuchen. Diese Entwicklung gipfelte Anfang der 1970er Jahre mit der Entdeckung und Einführung der modernen Quantenchromodynamik.